# Thomas Morgenstern
Pour les articles homonymes, voir Morgenstern.
Thomas Morgenstern, né le 30 octobre 1986 à Spittal an der Drau (Carinthie), est un sauteur à ski autrichien. Il a été trois fois champion olympique dont une fois en individuel sur le grand tremplin en 2006.

## Biographie
Il est le neveu d'Alois Morgenstern, un skieur alpin.

## Parcours sportif

### Débuts internationaux
Après quatre podiums dont trois victoires en Coupe continentale en décembre 2002, Morgenstern fait ses premiers pas à 16 ans en Coupe du monde le 29 décembre 2002 sur le tremplin d'Oberstdorf en prenant la neuvième place, il s'agit de la première épreuve de la Tournée des quatre tremplins. Il s'aligne ensuite sur les trois autres tremplins de la Tournée (25e à Garmisch, 12e à Innsbruck et 6e à Bischofshofen). Lors de sa cinquième participation à une épreuve de Coupe du monde à Liberec, il remporte son premier succès sur le circuit devant Andreas Widhölzl et Jakub Janda, devenant le deuxième plus jeune à obtenir un succès dans l'élite du saut à ski. Il participe après aux Championnats du monde de saut à ski junior et s'adjuge les deux titres, l'individuel devant Rok Benkovic et Jan Mazoch et l'épreuve par nation avec l'Autriche en compagnie de Manuel Fettner, Christoph Strickner et Roland Müller. Il termine avec la vingtième place au classement général de la Coupe du monde 2003.

### Saisons 2004 et 2005
Il commence la saison 2003-2004 par une chute en vol spectaculaire à Kuusamo, et parvient malgré ça quelques semaines plus tard à prendre la quatrième place de la Tournée des quatre tremplins. Il ne remportera finalement pas de succès durant cette saison (deux podiums au total) et terminera à la sixième place du classement général de la Coupe du monde, après avoir décroché avec l'Autriche la médaille de bronze au championnat du monde de vol à ski de 2004 à Planica dans l'épreuve par équipe. L'année suivante en 2005, s'il ne renoue toujours pas avec la victoire en Coupe du monde (mais monte sur huit podiums), il participe en revanche avec l'équipe d'Autriche aux deux titres décrochés par nations sur petit et grand tremplin aux Championnats du monde de saut à ski.

### Saisons 2006
En 2006, il reste régulier dans le haut du classement (en plus d'une médaille de bronze individuelle au championnat du monde de vol à ski de 2006 à Kulm) sans toutefois remporter d'épreuve de Coupe du monde jusqu'aux Jeux olympiques d'hiver de 2006 de Turin où il s'impose sur le grand tremplin devant son compatriote Andreas Kofler pour un dixième de point (écart minimal en saut à ski !) et le Norvégien Lars Bystøl, il empoche une seconde médaille d'or avec l'équipe d'Autriche en compagnie d'Andreas Widhölzl, Martin Koch et d'Andreas Kofler devant la Finlande et la Norvège. En fin de saison, il parvient à remporter sa deuxième épreuve de coupe du monde à Lillehammer le 10 mars 2006 devant Bjørn Einar Romøren et Andreas Kofler, et s'adjugera la Tournée nordique. Il terminera aussi à la cinquième place au général de la Coupe du monde.

### Saisons 2007
En 2007, il finit sixième au classement général de la coupe du monde malgré aucune victoire, mais parvient aux championnats du monde de saut à ski 2007 à récolter deux médailles, l'une d'or au concours par nation en compagnie de Wolfgang Loitzl, Kofler et Gregor Schlierenzauer, puis une de bronze sur le petit tremplin derrière le Polonais Adam Malysz et le Suisse Simon Ammann. Il remporte quelques mois après le Grand Prix d'été en gagnant trois concours.

### Saisons 2008
Pour la saison 2008, il égale le record des Finlandais Janne Ahonen et de Matti Hautamaeki en s'imposant six fois d'affilée en Coupe du monde (Kuusamo (Finlande), Trondheim x2 (Norvège), Villach x2 (Autriche), Engelberg (Suisse)) et ceci lors des six premières épreuves. Mais il est stoppé lors du septième concours à Engelberg. Cependant il reste le grandissime favori pour la Tournée des quatre tremplins qui s'ouvre quelques jours après, et malgré une victoire dans la première des quatre étapes, il ne pourra rien faire ensuite contre la montée en puissance du Finlandais Janne Ahonen qui remportera finalement l'épreuve. Néanmoins il ne baisse pas le pied et après des places très régulières toujours dans les six premiers des concours suivants, il signe un doublé à Sapporo, puis à la suite du concours de Willingen, il s'assure son premier globe de cristal, synonyme de victoire au classement final de la Coupe du monde. Après cet objectif atteint, il est moins performant individuellement durant la fin de la saison, mais il remporte avec ses coéquipiers une médaille d'or par équipe lors des Championnats du monde de vol à ski à Oberstdorf (Allemagne).

### Saisons 2009 et 2010
Les deux saisons suivantes sont plus dures pour lui. Il gagne à Bischofshofen en 2010, et tombe à la réception lors des Championnats du monde de Liberec, qui le prive d'une médaille individuelle sur petit tremplin. Néanmoins, il est toujours un leader de l'équipe autrichienne championne du monde, puis championne olympique à Vancouver.

### Saison 2011

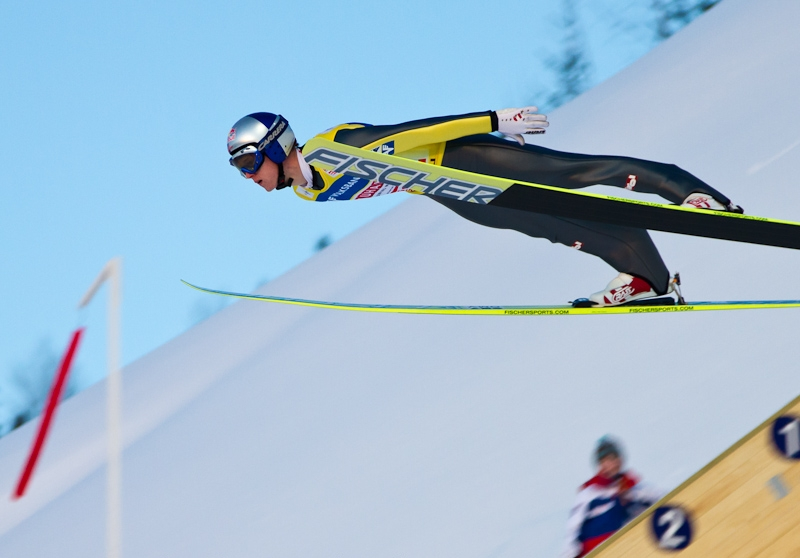
Thomas Morgenstern lors de la Coupe du monde à Vikersund en 2011.

Thomas Morgenstern revient véritablement au sommet du saut à ski mondial lors de la saison 2010-2011, durant laquelle il remporte sept concours et un second globe de cristal. Il s'impose aussi pour la première fois dans la Tournée des quatre tremplins, et décroche un premier titre de champion du monde individuel sur le petit tremplin à Oslo, auquel s'ajoute une médaille d'argent individuelle sur le grand et deux médailles d'or par équipes.

### 2013-2014
Le 10 janvier 2014, Morgenstern est victime d'une lourde chute lors d'un entraînement au tremplin de vol à ski de Kulm, il est alors transporté à l’hôpital après avoir perdu connaissance momentanément. Malgré cela, il reprend la compétition et est présent aux Jeux olympiques de Sotchi où il obtient une médaille d'argent dans l'épreuve par équipes. Le 26 septembre 2014, encore marqué par la peur, conséquence de sa chute, il annonce la fin de sa carrière sportive.

## Depuis la retraite sportive
En 2016 il participe à la 10e saison de Dancing Stars, la version autrichienne de Danse avec les stars. Il termine à la 2e place.

## Palmarès

### Jeux olympiques
| Épreuve / Édition | Turin 2006 | Vancouver 2010 | Sochi 2014 |
| Petit tremplin    | 9e         | 8e             | 14e        |
| Grand tremplin    | Or         | 5e             | 40e        |
| Par équipes       | 'Or        | Or             | Argent     |

### Championnats du monde
| Épreuve / Édition | Épreuve / Édition | Val di Fiemme 2003 | Oberstdorf 2005 | Sapporo 2007 | Liberec 2009 | Oslo 2011 | Val di Fiemme 2013 |
| Petit tremplin    | Petit tremplin    | 16e                | 18e             | Bronze       | 8e           | Or        | 5e                 |
| Grand tremplin    | Grand tremplin    |                    | 15e             | 5e           | 10e          | Argent    | 16e                |
| Par équipes       | PT                |                    | Or              |              |              | Or        |                    |
| Par équipes       | GT                |                    | Or              | Or           | Or           | Or        | Or                 |
| Par équipes       | Concours mixte    |                    |                 |              |              |           | Argent             |

GT : grand tremplin / PT : petit tremplin.

### Championnats du monde de vol à ski
| Épreuve / Édition | Planica 2004 | Kulm 2006 | Oberstdorf 2008 | Planica 2010 | Vikersund 2012 |
| Individuel        | 13e          | Bronze    | 7e              | 7e           | 8e             |
| Par équipes       | Bronze       | 4e        | Or              | Or           | Or             |

### Coupe du monde
- 2 gros globes de cristal en 2008 et 2011.
- Vainqueur de la Tournée des quatre tremplins en 2011.
- 76 podiums individuels : 23 victoires, 30 deuxièmes places et 23 troisièmes places.
- 30 podiums par équipes, dont 16 victoires.

#### Victoires individuelles
| Année | Lieu |
| 2003  | Liberec (République tchèque) |
| 2006  | Lillehammer (Norvège) |
| 2008  | Kuusamo (Finlande), Trondheim x2 (Norvège), Engelberg (Suisse), Oberstdorf (Allemagne), Sapporo x2 (Japon), Liberec (République tchèque), Villach x2 (Autriche) |
| 2010  | Bischofshofen (Autriche), Sapporo (Japon) |
| 2011  | Lillehammer x2 (Norvège), Engelberg x2 (Suisse), Oberstdorf (Allemagne), Innsbruck (Autriche), Harrachov (République tchèque)                                   |
| 2012  | Bischofshofen (Autriche) |
| 2014  | Titisee-Neustadt (Allemagne) |

#### Classements en Coupe du monde
| Année     | Classement général final |
| 2002-2003 | 20e                      |
| 2003-2004 | 6e                       |
| 2004-2005 | 7e                       |
| 2005-2006 | 5e                       |
| 2006-2007 | 6e                       |
| 2007-2008 | 1er                      |
| 2008-2009 | 7e                       |
| 2009-2010 | 3e                       |
| 2010-2011 | 1er                      |
| 2011-2012 | 7e                       |
| 2012-2013 | 25e                      |
| 2013-2014 | 15e                      |